# Ulmu, Brăila
Ulmu este satul de reședință al comunei cu același nume din județul Brăila, Muntenia, România.